# Чёрная (приток Сысерти)
Чёрная — река в Полевском и Сысертском муниципальных округах Свердловской области, левый приток Сысерти. Длина реки 25 км, водосборная площадь 199 км². Истоки в 2 км севернее села Мраморское, основное направление течения на юго-восток. Протекает по лесной местности, принимая ряд притоков, в том числе реку Каменушка. Участок среднего течения — на территории природного парка Бажовские места. Впадает в Сысертский пруд у западной окраины Сысерти, подпор пруда образует по руслу рукав длиной около 3,5 км.

## Данные водного реестра
По данным государственного водного реестра России река Сысерть относится к Иртышскому бассейновому округу, речной бассейн — Иртыш, речной подбассейн — Тобол (российская часть бассейна), водохозяйственный участок — Исеть от города Екатеринбурга до впадения реки Течи. Код водного объекта — 14010500612111200002843.